# Ids-Saint-Roch
Ids-Saint-Roch es una población y comuna francesa, situada en la región de  Centro, departamento de Cher, en el distrito de Saint-Amand-Montrond y cantón de Le Châtelet.

## Demografía
| 535 | 433 | 400 | 342 | 298 | 276 |
| Para los censos de 1962 a 1999 la población legal corresponde a la población sin duplicidades (Fuente: INSEE [Consultar]) |     |     |     |     |     |